# Hűtlen elektor

Hűtlen elektor törvények államonként
Szavazat érvénytelenítve büntetéssel
Szavazat érvénytelenítve
Szavazat számolva büntetéssel
Szavazat számolva
Nincs törvény

Az Egyesült Államok elektori kollégiumában a hűtlen elektor olyan elektor, aki nem azokra az elnök- és alelnökjelöltekre szavaz, akikre ígéretet tett. Helyette inkább vagy tartózkodik a szavazástól vagy egy másik személyre (vagy személyekre) szavaz. Az amerikai elnökválasztás részeként minden egyes állam jogszabályban határozza meg elektorai kiválasztásának módját. Sok államban követelmény, hogy ha kineveznek egy elektort, akkor azzal elkötelezik magukat a pártjuk jelöltjére szavazás mellett. Annak következményei, ha egy elektor a fogadalmukkal össze nem egyeztethető módon szavaz, államonként eltérő.
Az elektorokat általában egy politikai párt vagy a párt elnökjelöltje választja és nevezi ki, és leginkább olyan párttagok, akik a párthoz és a választott jelölthez való magas hűségükről ismertek. Így a hűtlen elektor bizalomvesztést és esetleges politikai megtorlást kockáztat, valamint egyes államokban akár jogi szankciók is esedékesek. Az elektorjelölteket az állami politikai pártok állítják elő a választás napját megelőző hónapokban. Egyes államokban, mint Indianában, az elektorokat az előválasztásokon jelölik, ugyanúgy, ahogy más jelölteket is. Más államokban, mint Oklahomában, Virginiában és Észak-Karolinában, a pártgyűléseken jelölik őket ki. Pennsylvaniában a jelöltek kampánybizottsága nevezi az elektori jelöltjeit, ezzel próbálva a hűtlen elektorokat elriasztani. Egyes államokban magas beosztású vagy jól ismert állami tisztviselők – a kormányzókig bezárólag – gyakran szolgálnak elektorként, amikor csak lehetséges (az alkotmány megtiltja a szövetségi tisztviselőknek, hogy elektorként tevékenykedjenek, de nem korlátozza az állami tisztviselőket).
A 2024-es választásokig összesen 165 hűtlenség történt, ebből 90 az elnökjelölttel kapcsolatban, míg 75 az alelnökjelölttel. Soha nem változtaták meg választások nyertesét, és szinte mindenki harmadik fél jelöltjére vagy nem jelöltre szavazott, ahelyett, hogy támogatásukat egy jelentősebb ellenjelöltre váltották volna. 1872-ben 63 hűtlen elektor volt, amikor Horace Greeley meghalt a választás napja és az elektori kollégium összejövetele között, illetve Ulysses S. Grant már egyébként is megszerzett eleget a győzelemhez. Az 1836-os választások során Virginia teljes 23 fős elektori küldöttsége hűtlenül tartózkodott attól, hogy a győztes demokrata alelnökjelöltre, Richard Mentor Johnsonra szavazzanak. Virginia támogatásának elvesztése miatt Johnson egy szavazattal elmaradt a többségtől, aminek következtében az alelnöki verseny az Egyesült Államok szenátusában dőlt el. Mivel a virginiai elektorok a demokraták elnökjelöltjére, Martin Van Burenra szavaztak, ahogy ígérték, az elnökválasztás nem volt vitatott. A demokrata többségű szenátus mindenesetre Johnsont választotta meg alelnöknek. Richard Nixon három elnökválasztása során minden alkalommal volt legalább egy államban hűtlen elektora. Oklahoma 1960-ban, Észak-Karolina 1968-ban és Virginia 1972-ben mind Nixonra szavazott, de az összesben egy elektor egy másik személyre adta le voksát.
Az Egyesült Államok alkotmánya az elkötelezettség fogalmát nem határozza meg; egyetlen szövetségi törvény vagy alkotmányos törvény sem köti semmihez az elektor szavazatát. Minden kötelezettségi szabály állami szinten keletkezik; Az Egyesült Államok Legfelsőbb Bírósága a Ray kontra Blair ügyben hozott 1952-es ítéletében megerősítette ezeket az állami törvényeket. 2020-ban a Legfelsőbb Bíróság a Chiafalo kontra Washington ügyben is kijelentette, hogy az államok szabadon kivitelezhetik az olyan törvényeket, amelyek az elektorokat arra kötelezik, hogy államukban a választás tényleges győztesére szavazzanak.

## Hűtlen elektori törvények
2024-ben 38 állam és Washington D.C. rendelkezett olyan törvényekkel, amelyek az elektoroknak előírják, hogy azokra a jelöltekre kötelességük szavazni, akikre vállalták, hogy szavazni fognak, bár e joghatóságok felében nincs végrehajtási mechanizmus. 14 állam érvényteleníti a fogadalommal ellentétes szavazatokat, és lecserélik a megfelelő elektorokat, ezek közül kettőben pénzbírságot is kaphatnak. Három másik állam büntetést szab ki a hűtlen választókra, de szavazataikat továbbra is leadottnak számítják.
Colorado volt az első állam, amely érvénytelenítette egy elektor hűtlen szavazását, amely a 2016-os elnökválasztás során történt. Minnesota szintén 2016-ban hivatkozott először erre a törvényre, amikor egy Hillary Clintonnak ígért elektor Bernie Sandersre próbált meg szavazni. 2008-ig Minnesota elektorai titkos szavazást adtak le, így ugyan a végső összeszámlálás felfedi a hűtlen szavazatok előfordulását, lehetetlen volt az elektorokat beazonosítani. Miután 2004-ben egy ismeretlen elektor hűtlen volt, Minnesota megváltoztatta a törvényét, hogy nyilvános szavazást írjon elő, és érvénytelenítsen minden olyan szavazatot, amelyet nem arra a jelöltre adtak le, akikhez elkötelezték magukat.
A 2016-os elnökválasztás után Washington lett az első állam, ahol a hűtlen elektorok bírságot kaptak, miután az államban négy hűtlen elektori szavazatot adtak le. 2019-ben az állam módosította a jövőbeli választásokra vonatkozó törvényt. Pénzbüntetés helyett az elektorokat leváltják, így érvénytelenítve a hűtlen szavazatokat. 

## Fordítás
Ez a szócikk részben vagy egészben  a   Faithless elector című angol Wikipédia-szócikk ezen változatának fordításán alapul.  Az eredeti cikk szerkesztőit annak laptörténete sorolja fel. Ez a jelzés csupán a megfogalmazás eredetét és a szerzői jogokat jelzi, nem szolgál a cikkben szereplő információk forrásmegjelöléseként.